# Cancamusa
Natalia Andrea Soledad Pérez Peralta (Valdivia, 20 de diciembre de 1989), conocida artísticamente como Cancamusa, es una baterista, cantante y compositora chilena. Obtuvo cierto reconocimiento en su rol como baterista de la banda de rock Los Bunkers, reemplazando a Mauricio Basualto, quien se retiró por problemas de salud. A su vez, también ha sido vocalista/baterista en el grupo Amanitas y baterista de Javiera Mena y Mon Laferte. 
Su estilo musical ha sido definido como «pop cinemático» con influencias del dream pop, indie pop, trip hop y música incidental.

## Biografía
Natalia nació en Valdivia, pero vivió toda su infancia y adolescencia en La Unión. Estudió en el Colegio de Cultura y Difusión Artística de La Unión, Chile.
En 2007 recibió la Beca de Talento Joven de la Universidad UNIACC, donde estudió Música y Sonido con mención en Composición e Interpretación en batería entre 2008 y 2011.
Tras ser alumna de Rodrigo Gálvez, entre 2011 y 2015 fue baterista de Joe Vasconcellos en sus giras de verano por Chile. Entre 2012 y 2015 también fue baterista de Mon Laferte en Chile.
Entre 2014 y 2019 fue baterista, cantante, autora y compositora de la banda femenina de rock alternativo Amanitas, con quienes tuvo giras por China, México y España entre 2016 y 2018.
Desde 2015 a 2016 fue baterista de la agrupación femenina Mamma Soul. A fines de 2015 fue invitada por Javiera Mena a integrar su banda como baterista y corista. Entre el 2016 y el 2017 la acompañó en giras y festivales en Estados Unidos, España, México, Argentina, Perú y Chile. Participó dos veces como músico de sesión de Javiera Mena y Mon Laferte en el Festival de la Canción de Viña del Mar (2016 y 2017, respectivamente).
En enero de 2019 se radicó en Ciudad de México, tras ser invitada por Mon Laferte a integrar su banda y ser su baterista. Entre 2019 y principios de 2020 tuvo grandes giras por México, Europa, Estados Unidos y Latinoamérica.En el marco de la gira mundial Norma, comenzó a integrar oficialmente la banda de la cantante, junto a otros dos chilenos: Sebastián Aracena y David Eidelstein. Así, junto a Mon, recorrió importantes escenarios globales, incluyendo el festival musical Coachella.
En el año 2017 comenzó su proyecto solista Cancamusa con el lanzamiento de "Paraliza” En el mismo año lanzó "Pétalos”, “Ahora que la luna explota” y “Neptuna”. En el año 2019 lanza “Venus” y "Amor abstracto". Al iniciar el 2020 presentó "Huracán de fuego" y "Sinfonía", sencillos que se encuentran en el “Lado Negro” de su primer material discográfico Cisne, bajo la producción de Sinclavi. Actualmente promociona su nuevo material discográfico Cisne Lado Negro - Deluxe 
En 2020 fue reconocida como "Artista proyección del año" por los Premios Musa en Chile.
En 2021 Obtuvo el Premio Pulsar a "Mejor Nueva Artista".
El 23 de febrero de 2023, Cancamusa lanzó su segundo álbum de estudio titulado Amor Minimal. Este trabajo incluye 12 canciones, entre las que destacan los sencillos "Decidí", "Sin miedo a la profundidad", "GARZA", "Horas contigo" y "Una noche que nunca termina". El álbum fue producido por Sinclavi, con la participación de Cancamusa en la composición y coproducción.
Amor Minimal explora temas personales y emocionales, centrándose en el amor y las relaciones, con un enfoque minimalista tanto en sus arreglos como en su estética visual. El sencillo principal, "Decidí", destaca por su mezcla de ritmos melancólicos y una narrativa sobre la aceptación de la soledad tras una ruptura.
Durante 2022, Cancamusa presentó parte de este material en vivo como parte de las aperturas de los conciertos de Mon Laferte en el Auditorio Nacional de Ciudad de México y el Movistar Arena de Santiago. En marzo de 2023, fue telonera en el regreso de Los Bunkers en el Estadio Santa Laura y debutó en Buenos Aires en el Café Berlín en abril del mismo año.
En 2024 ganó el Premio Pulsar a "Mejor Artista Pop" por su álbum Amor Minimal. Ese mismo año fue telonera de Lenny Kravitz en Ciudad de México.
Desde febrero de 2024, es baterista reemplazante de Los Bunkers, en la gira "Ven Aquí" y en el Festival de Viña 2024, así como en el MTV Unplugged que se estrenó en 20 de diciembre de ese mismo año. Esto, debido a que el baterista titular de la banda Mauricio Basualto sufrió un problema de salud que finalmente lo llevó a abandonar el grupo.[cita requerida]

## Discografía

### Álbumes de estudio
Solista
- Cisne - Lado Negro (2020)
- Amor Minimal (2023)
- Dopamina (2025)

Con Amanitas
- Sale el mundo a gritar (2013)
- Amor celeste imperial (2017)

Con Los Bunkers
- MTV Unplugged (2024)

### EP
Con Amanitas
- Anónima (2015)

### Mixtapes
Solista
- La Luna Explota (2018)

### Sencillos
Con Amanitas
- 2018 - "Aveluz"
- 2018 - "Lluvia Frenesí" (con Ana Tijoux)
- 2017 - "Cuéntame"
- 2017 - "Tu Sonido"
- 2016 - "Me Desvelo"
- 2015 - "Masacre"
- 2015 - "Aguadaba"
- 2014 - "Aventurar"

Como solista
- 2017 - "Paraliza"
- 2017 - "Ahora que la Luna Explota"
- 2018 - "Neptuna"
- 2018 - "Pétalos"
- 2019 - "Venus"
- 2019 - "Antílope"
- 2019 - "Amor Abstracto"
- 2020 - "Huracán de fuego"
- 2020 - "Sinfonía"
- 2020 - "Amor en ocaso"
- 2020 - "Lo inevitable"
- 2020 - "Late"
- 2021 - "Sin Miedo a la profundidad"
- 2021 - "Sin Condiciones" (con Lanza Interncional)
- 2022 - "Horas Contigo"
- 2022 - "Noches Perdidas" (con Pedropiedra)
- 2022 - "Prometimos No Hablar"
- 2022 - "GARZA"
- 2022 - "Una noche que nunca termina"
- 2023 - "AMOR MINIMAL"
- 2024 - "Te conocí"
- 2024 - "Check"
- 2024 - "Fue un adiós"
- 2024 - "Antes que apague el sol"
- 2025 - "Dopamina" (con Gepe)